# (2722) Абалакин
(2722) Абалакин (лат. Abalakin) — типичный астероид главного пояса, открыт 1 апреля 1976 года советским астрономом Николаем Черных в Крымской астрофизической обсерватории и 28 марта 1983 года назван в честь советского астронома Виктора Абалакина.

## Обнаружение и именование
(2722) Абалакин
Открыт 1 апреля 1976 года в Научном Н. С. Черных.
Назван в честь Виктора Кузьмича Абалакина — руководителя группы эфемерид Института теоретической астрономии, редактора "Астрономического ежегодника", президента комиссии №4 МАС (эфемериды) в 1976—79 годах, выдающегося лингвиста и друга астрономов всего мира. Смотрите также цитату для малой планеты (2721).
Оригинальный текст (англ.)2722 Abalakin
Discovered 1976-Apr-01 by Chernykh, N. at Nauchnyj.
Named in honor of Viktor Kuz’mich Abalakin, leader of the ephemeris group at the Institute for Theoretical Astronomy, editor of the ’Astronomicheskij Ezhegodnik’, president of IAU Commission 4 (Ephemerides) during 1976-79, outstanding linguist and friend of astronomers around the world. See also the citation for minor planet (2721).
Источники: DISCOVERY.DB; M.P.C. 7785.

## Орбита

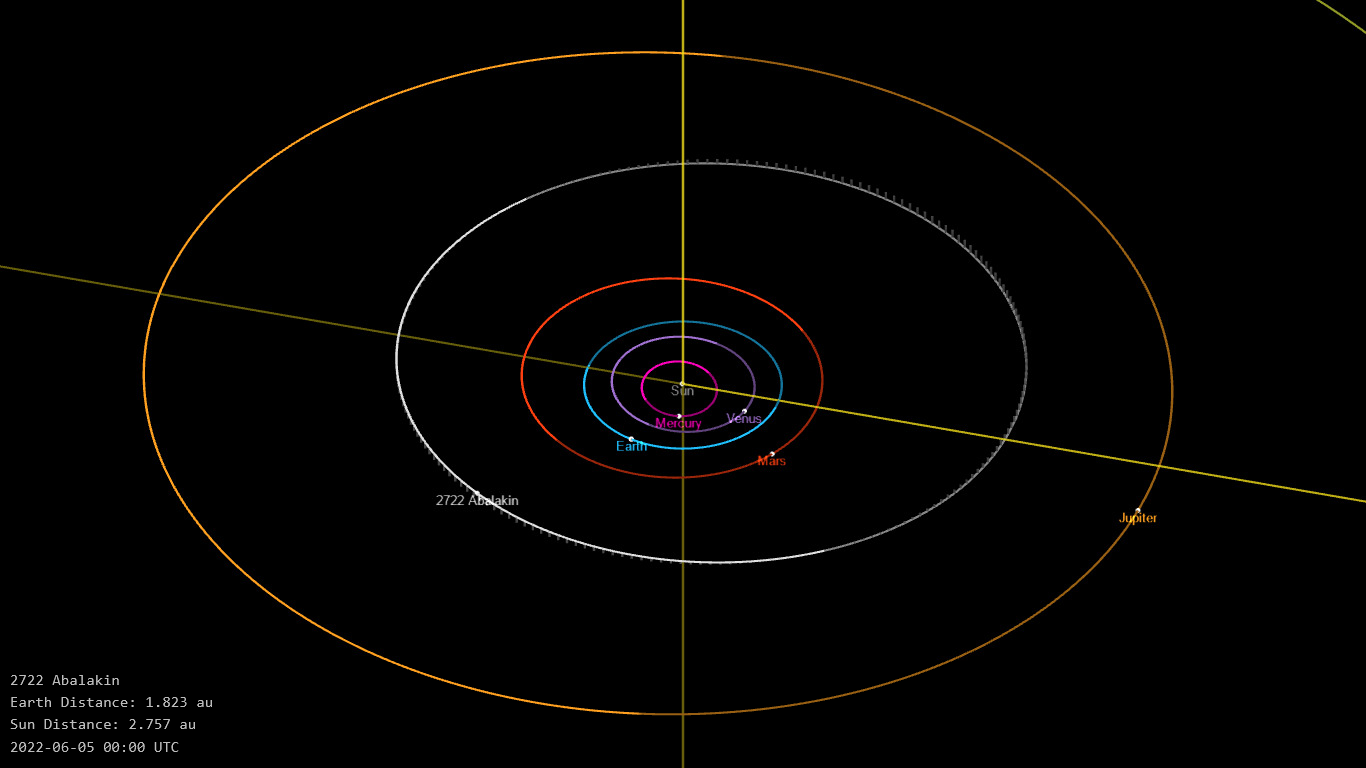
Орбита астероида Абалакин и его положение в Солнечной системе

## Физические характеристики
Из наблюдений системы Asteroid Terrestrial-impact Last Alert System следует, что астероид относится к таксономическому классу C.
По результатам наблюдений в видимом и ближнем инфракрасном диапазоне космического телескопа NEOWISE и наблюдений в инфракрасном диапазоне спутника Akari диаметр астероида оценивался равным 19,361±0,101 км и 21,30±1,39 км. Согласно тем же источникам альбедо оценивается как 0,0682±0,0092, 0,059±0,009 и 0,068±0,009.